# Model multipolowy gęstości elektronowej
Formalizm gęstości multipolowej (ang. Multipole Density Formalism, określany również jako formalizm Hansena-Coppensa) – metoda krystalografii rentgenowskiej modelowania gęstości elektronowej zaproponowaną przez Nielsa K. Hansena i Philipa Coppensa w 1978 roku. W przeciwieństwie do powszechnie używanego modelu niezależnych atomów, formalizm Hansena-Coppensa prezentuje podejście asferyczne, pozwalające oddzielnie modelować rozkład elektronów wokół jądra w różnych kierunkach, a tym samym szczegółowo opisywać liczne cechy chemiczne cząsteczki wewnątrz komórki elementarnej badanego kryształu.

## Teoria

### Model niezależnych atomów
Model Niezależnych Atomów (ang. Independent Atom Model, w skrócie IAM), na którym oparty jest Model Multipolowy, jest metodą modelowania gęstości ładunku. Opiera się na założeniu, że rozkład elektronów wokół atomu jest izotropowy, a zatem gęstość ładunku zależy tylko od odległości od jądra. Wybór funkcji radialnej użytej do opisu tej gęstości elektronowej jest dowolny, zakładając, że jej wartość w punkcie początkowym jest skończona. W praktyce wykorzystywane są funkcje orbitalne 1s typu Gaussa lub Slatera.
Ze względu na swoje uproszczone podejście, ta metoda zapewnia prosty model, który nie wymaga dopracowania żadnych dodatkowych parametrów (innych niż czynniki pozycyjne i Debye-Wallera). Pozwala to IAM na zadowalające działanie, podczas gdy dostępna jest stosunkowo niewielka ilość danych z eksperymentu dyfrakcyjnego. Jednak stały kształt funkcji bazy liczby pojedynczej uniemożliwia szczegółowy opis asferycznych cech atomowych.

### Formalizm Kappa
Aby dostosować niektóre parametry powłoki walencyjnej, zaproponowano formalizm Kappa. Wprowadza dwa dodatkowe parametry, które można udokładnić: populację elektronową powłoki walencyjnej (oznaczaną jako {\displaystyle P_{val}}) oraz parametr ekspansji/kontrakcji (oznaczany jako {\displaystyle \kappa }). Gęstość elektronowa jest definiowana jako: {\displaystyle \rho _{atom}=\rho _{core}+\rho '_{valence}(\kappa r)=\rho _{core}+P_{val}\kappa ^{3}\rho _{val}(\kappa r).}
Podczas gdy {\displaystyle P_{val},} odpowiedzialny za część przepływu ładunku, jest liniowo sprzężony z ładunkiem częściowym, znormalizowany parametr {\displaystyle \kappa } skaluje współrzędną promienia {\displaystyle r.} Dlatego obniżenie parametru {\displaystyle \kappa } powoduje ekspansję zewnętrznej powłoki i odwrotnie, podniesienie go powoduje kontrakcję.
Mimo tego, że formalizm Kappa jest nadal, ściśle mówiąc, metodą sferyczną, jest ważnym krokiem w kierunku zrozumienia nowoczesnych podejść, ponieważ pozwala odróżnić chemicznie różne atomy tego samego pierwiastka.

### Opis multipolowy
W modelu multipolowym gęstość ładunku wokół jądra wyrażana jest zależnością:
{\displaystyle \rho _{atom}(r,\theta ,\phi )=P_{core}\rho _{core}(r)+P_{val}\kappa ^{3}\rho _{val}(\kappa r)+\displaystyle \sum _{l=0}^{{l}_{max}}\kappa '^{3}R_{l}(\kappa 'r)\displaystyle \sum _{m=-l}^{l}P_{lm\pm }Y_{lm\pm }(\theta ,\phi ).}
Część sferyczna gęstości elektronowej pozostaje prawie nie do odróżnienia od formalizmu Kappa, jedyną różnicą jest jeden parametr odpowiadający populacji wewnętrznej powłoki. Prawdziwa siła formalizmu Hansena-Coppensa tkwi we właściwej, deformacyjnej części równania. Tutaj {\displaystyle \kappa '} spełnia rolę podobną do {\displaystyle \kappa } w formalizmie Kappa (ekspansja/kontrakcja części asferycznej), podczas gdy poszczególne {\displaystyle R_{l}} są ustalonymi funkcjami sferycznymi, analogicznie do {\displaystyle \rho .} Harmoniki sferyczne {\displaystyle Y_{lm\pm }} (każdy ze swoim parametrem opisującym populację elektronów {\displaystyle P_{lm\pm }}) są jednak wprowadzone w celu symulacji rozkład ładunku anizotropowego.
W tym podejściu należy zastosować stały układ współrzędnych dla każdego atomu. Chociaż na pierwszy rzut oka wydaje się praktyczne arbitralne i bezkrytyczne uzależnienie go od komórki elementarnej dla wszystkich obecnych atomów, o wiele korzystniejsze jest przypisanie każdemu atomowi jego własnych lokalnych współrzędnych, co pozwala skupić się na interakcjach specyficznych dla hybrydyzacji. Podczas gdy pojedyncze wiązanie {\displaystyle \sigma } wodoru można dobrze opisać za pomocą pewnych pseudoorbitali równoległych do osi Z, multipole zorientowane w płaszczyźnie xy z 3-krotną symetrią obrotową okażą się bardziej korzystne dla płaskich struktur aromatycznych.

## Zastosowania
Podstawową zaletą formalizmu Hansena-Coppensa jest jego zdolność do uwolnienia modelu od ograniczeń sferycznych i znacznie dokładniejszego opisania otoczenia jądra. W ten sposób staje się możliwe zbadanie pewnych cech molekularnych, które normalnie byłyby jedynie przybliżone lub całkowicie zignorowane.

### Określanie położenia atomu wodoru
Krystalografia rentgenowska pozwala badaczowi precyzyjnie określić położenie gęstości elektronowej i na podstawie tej informacji wnioskować o rozmieszczeniu jąder. To podejście działa bez żadnych problemów w przypadku atomów ciężkich (niewodorowych), których elektrony z wewnętrznej powłoki mają znacznie większy udział w funkcji gęstości niż elektrony z zewnętrznej powłoki. Jednak atomy wodoru posiadają unikalną wśród wszystkich pierwiastków cechę – posiadają dokładnie jeden elektron, który dodatkowo znajduje się na ich powłoce walencyjnej i dlatego bierze udział w tworzeniu silnych wiązań kowalencyjnych z atomami różnych innych pierwiastków. Podczas tworzenia wiązania maksimum funkcji gęstości elektronowej znacznie oddala się od jądra w kierunku drugiego atomu. Uniemożliwia to określenie prawidłowego położenia wodoru przez podejście sferyczne. Dlatego zwykle pozycja wodoru jest szacowana na podstawie danych krystalografii neutronowej dla podobnych cząsteczek lub nie jest w ogóle modelowana w przypadku danych dyfrakcyjnych niskiej jakości. Możliwe jest (choć dyskusyjne) swobodne doprecyzowanie pozycji atomów wodoru za pomocą formalizmu Hansena-Coppensa, po uwolnieniu długości wiązań od wszelkich ograniczeń wynikających z pomiarów neutronów. Orbital wiążący symulowany za pomocą odpowiednich multipoli dokładnie opisuje rozkład gęstości, zachowując jednocześnie wiarygodne długości wiązań. Warto aproksymować anizotropowe parametry przemieszczenia atomów wodoru, m.in. stosując SHADE, przed wprowadzeniem formalizmu i ewentualnie odrzucając ograniczenia odległości wiązania.

### Modelowanie wiązań
W celu przeanalizowania długości i siły różnych oddziaływań w cząsteczce można zastosować twierdzenie Richarda Badera „Atom w cząsteczkach”. Dzięki złożonemu opisowi pola elektronowego, jaki zapewnia ten model asferyczny, możliwe staje się ustalenie realistycznych ścieżek wiązań między oddziałującymi atomami, a także znalezienie i scharakteryzowanie ich punktów krytycznych. Głębszy wgląd w te dane dostarcza użytecznych informacji na temat siły wiązania, typu, polarności czy eliptyczności, a w porównaniu z innymi cząsteczkami daje lepsze zrozumienie rzeczywistej struktury elektronowej badanego związku.

### Przepływ ładunku
Ze względu na to, że dla każdego multipola każdego atomu jego populacja jest udokładniana niezależnie, poszczególne ładunki rzadko będą liczbami całkowitymi. W rzeczywistych przypadkach gęstość elektronowa przepływa swobodnie przez cząsteczkę i nie jest ograniczona żadnymi ograniczeniami wynikającymi z przestarzałego modelu atomu Bohra, który można znaleźć w IAM. Dlatego poprzez m.in. po dokładnej analizie Badera można oszacować ładunki atomowe netto, co ponownie jest korzystne dla pogłębienia zrozumienia badanych systemów.

## Wady i ograniczenia
Chociaż formalizm multipolowy jest prostym i bezpośrednim alternatywnym środkiem udokładniania struktury, zdecydowanie nie jest bezbłędny. Podczas gdy zwykle dla każdego atomu należy uściślić trzy lub dziewięć parametrów, w zależności od tego, czy brane jest pod uwagę przesunięcie anizotropowe, czy nie, pełny opis multipolowy ciężkich atomów należących do czwartego i kolejnych okresów (takich jak chlor, żelazo lub brom) wymaga doprecyzowania do 37 parametrów. Okazuje się to problematyczne dla wszelkich kryształów posiadających duże jednostki asymetryczne (zwłaszcza związków wielkocząsteczkowych) i sprawia, że udokładnienie przy użyciu formalizmu Hansena-Coppensa jest nieosiągalne dla danych o niskiej jakości z niezadowalającym stosunkiem niezależnych odbić do udokładnianych parametrów.
Należy zachować ostrożność podczas jednoczesnego dopracowywania niektórych parametrów, ponieważ mogą one silnie korelować w niestabilnym doprecyzowaniu lub niefizycznych wartościach parametrów. Zastosowanie dodatkowych ograniczeń wynikających z lokalnej symetrii dla każdego atomu w cząsteczce (co zmniejsza liczbę udoskonalonych multipoli) lub importowanie parametrów populacyjnych z istniejących baz danych może być również konieczne do uzyskania zadowalającego modelu. Z drugiej strony, powyższe podejścia znacznie zmniejszają ilość informacji wymaganych w eksperymentach, przy zachowaniu pewnego poziomu szczegółowości dotyczących asferycznego rozkładu ładunku. Dlatego nawet struktury makromolekularne z zadowalającymi danymi z dyfrakcji rentgenowskiej mogą być modelowane asferycznie w podobny sposób.
Pomimo podobieństwa, poszczególne multipole nie odpowiadają rzutom atomowym orbitali molekularnych funkcji falowej wynikającym z obliczeń kwantowych. Niemniej jednak, jak podsumował Stewart, „Struktura modelowej gęstości kryształów, jako superpozycja pseudoatomów […] ma cechy ilościowe, które są bliskie wielu wynikom opartym na obliczeniach chemii kwantowej”. Jeśli nakładanie się funkcji falowych atomów jest wystarczająco małe, jak ma to miejsce na przykład w kompleksach metali przejściowych, multipole atomowe mogą być skorelowane z atomowymi orbitalami walencyjnymi, a współczynniki mulipolowe mogą być skorelowane z populacjami d-orbitali metali. Silniejsza korelacja pomiędzy zmierzonymi promieniami rentgenowskimi natężeniami dyfrakcyjnymi a kwantowymi mechanicznymi funkcjami falowymi jest możliwa przy użyciu metod opartych na funkcjach falowych krystalografii kwantowej (ang. Quantum Crystallography), jak na przykład rentgenowski model orbitalu atomowego, tzw. eksperymentalna funkcja falowa lub udokładnienie atomów metodą Hirshfelda (ang. Hirshfeld Atom Refinement).